# Claroline
Claroline is een open source webapplicatie voor e-learning en cursusbeheer, ook wel elektronische leeromgeving of teleleerplatform genoemd.
Dit pakket werd initieel ontwikkeld aan de Université catholique de Louvain in 2000 en wordt gebruikt in ongeveer 100 landen in bijna 1000 onderwijsinstellingen. In 2007 won het project bij UNESCO de UNESCO King Hamad Bin Isa Al-Khalifa Prize voor het gebruik van ICT in het onderwijs.
In het platform kan men cursussen publiceren, taken en documenten verwerken en het beschikt over forums. De software is compatibel met GNU/Linux, Mac OS and Microsoft Windows. Het is ontwikkeld in PHP en maakt gebruik van een MySQL-databank.

## Geschiedenis
De ontwikkeling van Claroline begon in het jaar 2000 in het Instituut voor Multimedia van de UCLouvain in Louvain-la-Neuve, onder impuls van Thomas De Praetere, Hugues Peeters en Christophe Gesché.
Los van het bestaande project wordt gewerkt aan een nieuwe ontwikkeling, Claroline Connect.

## Partners
Het pakket geniet de steun Waals Gewest op basis van het programma WIST.
Hierbij zijn drie organisaties betrokken:
- IPM (Institut de Pédagogie universitaire et des Multimédias) van de UCLouvain in Louvain-la-Neuve
- CERDECAM (Centre de Recherche et Développement de l'ECAM), in Brussel
- LENTIC (Laboratoire d'Etudes sur les Nouvelles Technologies, l'Innovation et le Changement) van de Universiteit van Luik, in Luik.

De vijf stichtende leden van het consortium zijn:
- de Université catholique de Louvain uit Louvain-la-Neuve
- de Haute École Léonard de Vinci, Brussel
- de Universidade de Vigo in Spanje
- de Université du Québec à Rimouski in Canada
- de Universidad Católica del Norte, Chili